# (5739) Robertburns
(5739) Robertburns es un asteroide perteneciente al cinturón de asteroides descubierto el 24 de noviembre de 1989 por Robert H. McNaught desde el Observatorio de Siding Spring, Nueva Gales del Sur, Australia.

## Designación y nombre
Designado provisionalmente como 1989 WK2. Fue nombrado Robertburns en homenaje a Robert Burns, poeta y letrista escocés. Sus obras, muchas escritas en dialecto escocés, inspiraron el movimiento romántico y desarrollaron un orgullo significativo en la identidad escocesa. Sus obras siguen siendo admiradas en todo el mundo hasta nuestros días.

## Características orbitales
Robertburns está situado a una distancia media del Sol de 2,780 ua, pudiendo alejarse hasta 3,681 ua y acercarse hasta 1,880 ua. Su excentricidad es 0,323 y la inclinación orbital 25,23 grados. Emplea 1693,89 días en completar una órbita alrededor del Sol.

## Características físicas
La magnitud absoluta de Robertburns es 13,5. Tiene 5,702 km de diámetro y su albedo se estima en 0,313. 